# Rowena Sweatman
Rowena Sweatman (-Birch) (ur. 10 lutego 1968) – brytyjska judoczka. Olimpijka z Atlanty 1996, gdzie zajęła siódme miejsce w kategorii 66 kg. Dwukrotna medalistka mistrzostw Europy, złoto w 1994. Trzecia na igrzyskach Wspólnoty Narodów w 1986, w turnieju pokazowym. Wygrała mistrzostwa Wspólnoty Narodów w 1988 i 1992 roku. 
Żona Ryana Bircha, judoki i olimpijczyka z Barcelony 1992 i Atlanty 1996.
- Turniej w Atlancie 1996

Wygrała z Melanie Engoang z Gabonu i Anją von Rekowski z Niemiec a przegrała z Anetą Szczepańską i Odalis Revé z Kuby.